# Jankovice (district de Pardubice)
Pour les articles homonymes, voir Jankovice.
Jankovice (en allemand : Jankowitz) est une commune du district et de la région de Pardubice, en République tchèque. Sa population s'élevait à 345 habitants en 2024.

## Géographie
Jankovice se trouve à 5 km au sud-ouest de Přelouč, à 19 km à l'ouest de Pardubice, à 31 km au sud-ouest de Hradec Králové et à 79 km à l'est de Prague.
La commune est limitée par Přelouč au nord, par Brloh et Lipoltice à l'est, par Sovolusky au sud, et par Litošice, Morašice et Zdechovice à l'ouest.

## Histoire
La première mention écrite de la localité date de 1437.

## Administration
La commune se compose de trois sections :
- Jankovice
- Kozašice
- Seník

## Galerie

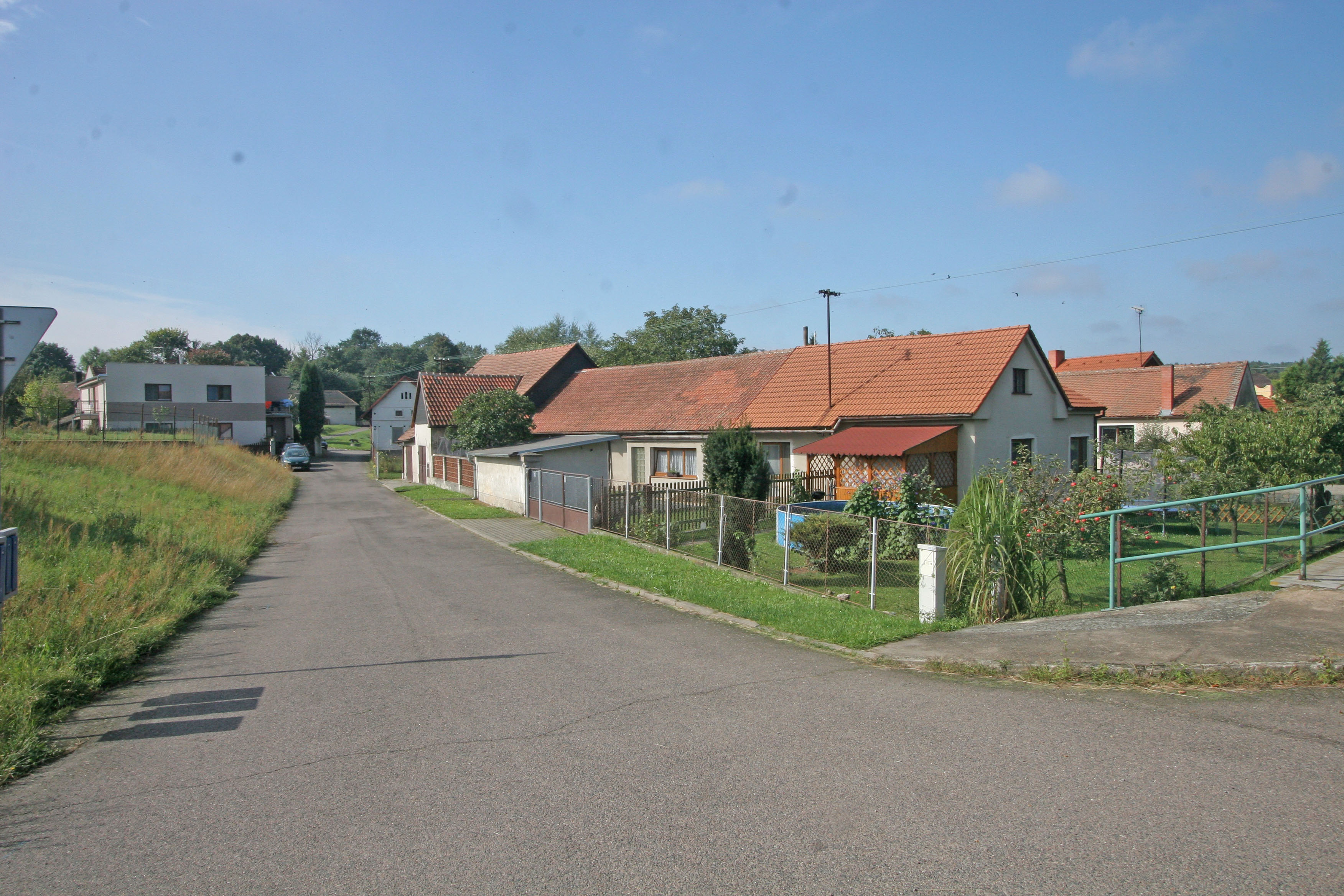
Rue de Jankovice.
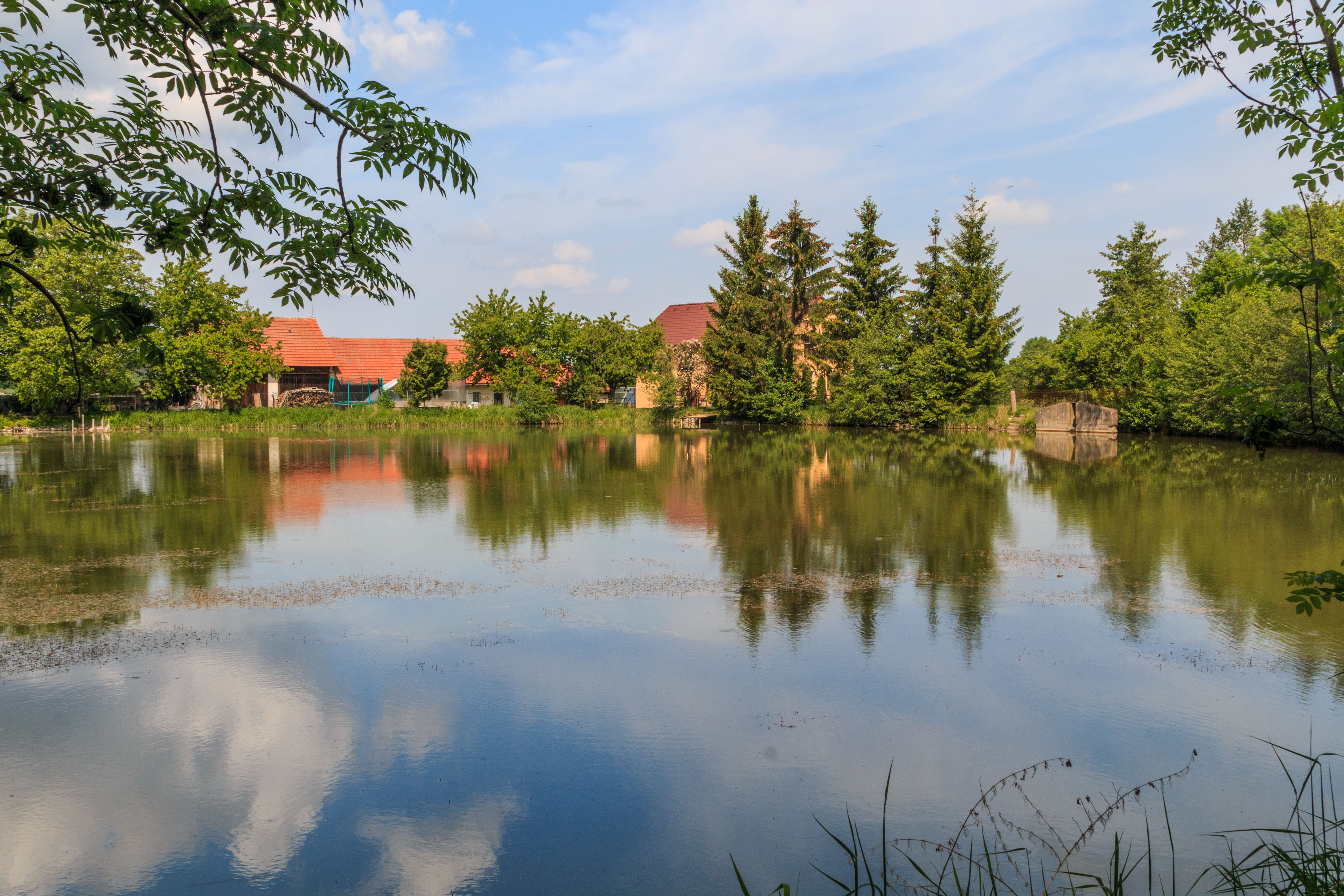
Étang de Šancův.

## Transports
Par la route, Jankovice se trouve à 6 km de Přelouč, à 23 km de Pardubice et à 106 km de Prague. 